# Hydrodytinae
Hydrodytinae es una subfamilia de coleópteros adéfagos de la familia Dytiscidae. 
Tiene los siguientes géneros:

## Géneros
- Hydrodytes
- Microhydrodytes